# Mack Horton
Mackenzie "Mack" Horton (ur. 25 kwietnia 1996 w Melbourne) – australijski pływak specjalizujący się w stylu dowolnym, mistrz olimpijski, dwukrotny wicemistrz świata i medalista Igrzysk Wspólnoty Narodów.

## Kariera pływacka
Horton po raz pierwszy reprezentował Australię na międzynarodowych zawodach podczas Mistrzostw Pacyfiku Juniorów w Pływaniu, gdzie wywalczył złoto na dystansie 1500 m stylem dowolnym ustanawiając jednocześnie rekord mistrzostw z czasem 15:10,07. Na tych samych zawodach był drugi w konkurencji 400 m stylem dowolnym i czwarty na dystansie 800 m kraulem.
Podczas Igrzysk Wspólnoty Narodów w 2014 roku zdobył złoty medal w sztafecie 4 × 200 m stylem dowolnym. Zajął także drugie miejsce na dystansie 1500 m kraulem.
Rok później startował w mistrzostwach świata w Kazaniu, gdzie na dystansie 800 m stylem dowolnym był trzeci. W konkurencji 400 i 1500 m kraulem zajął 11. miejsce.
Na igrzyskach olimpijskich w Rio de Janeiro został mistrzem olimpijskim na dystansie 400 m stylem dowolnym. W konkurencji 1500 m kraulem zajął piąte miejsce. Płynął także w sztafecie australijskiej 4 × 200 m stylem dowolnym, która w finale przypłynęła czwarta.
W 2017 roku na mistrzostwach świata w Budapeszcie zdobył dwa medale. Na dystansie 400 m stylem dowolnym został wicemistrzem świata, uzyskawszy czas 3:43,85. W konkurencji 1500 m kraulem wywalczył brązowy medal (14:47,70). Horton pływał także w sztafecie 4 × 200 m stylem dowolnym, która zajęła czwarte miejsce.